# Canalis pudendalis

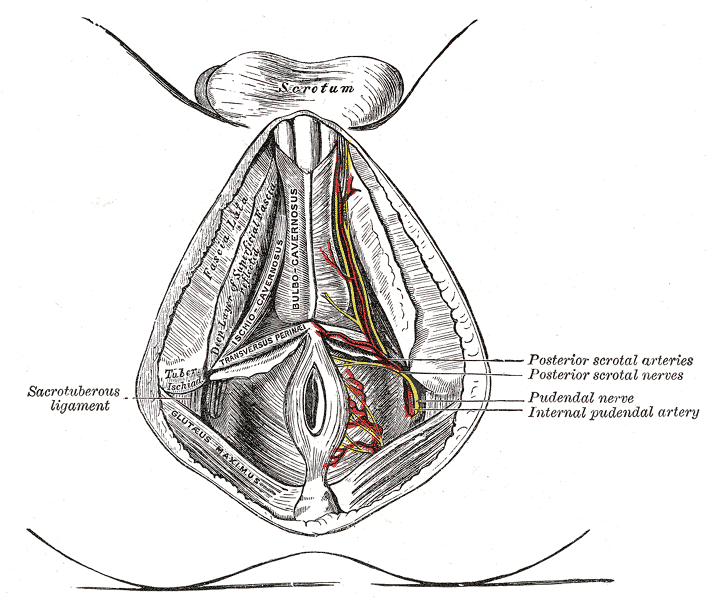
Männliche Regio perinealis mit der Austrittsstelle des Nervus pudendus und der Arteria pudenda interna aus dem Canalis pudendalis

Der Canalis pudendalis (von lateinisch canalis „Röhre“, „Kanal“; pudendus „zur Scham gehörend“), auch Alcock-Kanal genannt, ist ein Durchtrittskanal für Leitungsstrukturen in der Nähe des Beckenbodens.
Der Canalis pudendalis wird durch eine Faszienduplikatur (Verdoppelung der Muskelhaut) des Musculus obturator internus, der Fascia obturatoria, eingefasst und dabei seitlich (lateral) von diesem begrenzt. Zur Mitte (medial) schmiegt sich ihm das Fettgewebe der Fossa ischioanalis an.
Der Kanal führt einen Nerven und zwei Gefäße:
- Nervus pudendus (Nervus dorsalis penis/ Nervus dorsalis clitoridis)
- Arteria pudenda interna
- Vena pudenda interna